# Bol'šaja Sosnova
Bol'šaja Sosnova (in russo Большая Соснова?) è un villaggio della Russia europea nord-orientale (Territorio di Perm'); è il centro amministrativo del distretto Bol'šesosnovskij.
Si trova 134 km a sud-ovest di Perm'.